# Saint-Marcel (Saône-et-Loire)
Saint-Marcel település Franciaországban, Saône-et-Loire megyében. Lakosainak száma 6211 fő (2022. január 1.). Saint-Marcel Oslon, Chalon-sur-Saône, Châtenoy-en-Bresse, Épervans, Lans és Lux községekkel határos.

## Népesség
A település népessége az elmúlt években az alábbi módon változott:
| Lakosok száma | 5962 | 5979 | 6234 | 6049 | 6113 | 6190 | 6188 | 6199 | 6211 |
|               | 2013 | 2015 | 2016 | 2017 | 2018 | 2019 | 2020 | 2021 | 2022 |